# Michel Sterckmans
Michel Sterckmans (Schaarbeek, 1883 - 1956) was een Belgisch kunstschilder. Hij is bekend voor zijn portretten, figuurstudies en stillevens. Hij was gehuwd met Marie Davin, beter bekend als de kunstenares Marie Sterckmans. In Sint-Lambrechts-Woluwe is de Michel Sterckmanslaan naar hem genoemd.

## Biografie
Michel Sterckmans werd geboren in Schaarbeek op 22 april 1883. Zijn vader was schilder-behanger.
Sterckmans studeerde aan de academie van Brussel en was een leerling van Constant Montald, met wie hij zijn hele leven bevriend zou blijven. In 1905 trouwde hij met de Brusselse Marie Davin (Brussel, 4 september 1878), dochter uit een welgestelde zakenfamilie, de vader was afkomstig uit Aix-en-Provence, haar moeder uit Luik. Zij zou later eveneens bekendheid als kunstschilder verwerven. De kunstenaars Rik Wouters en Pierre Paulus traden op als getuige van hun huwelijk.

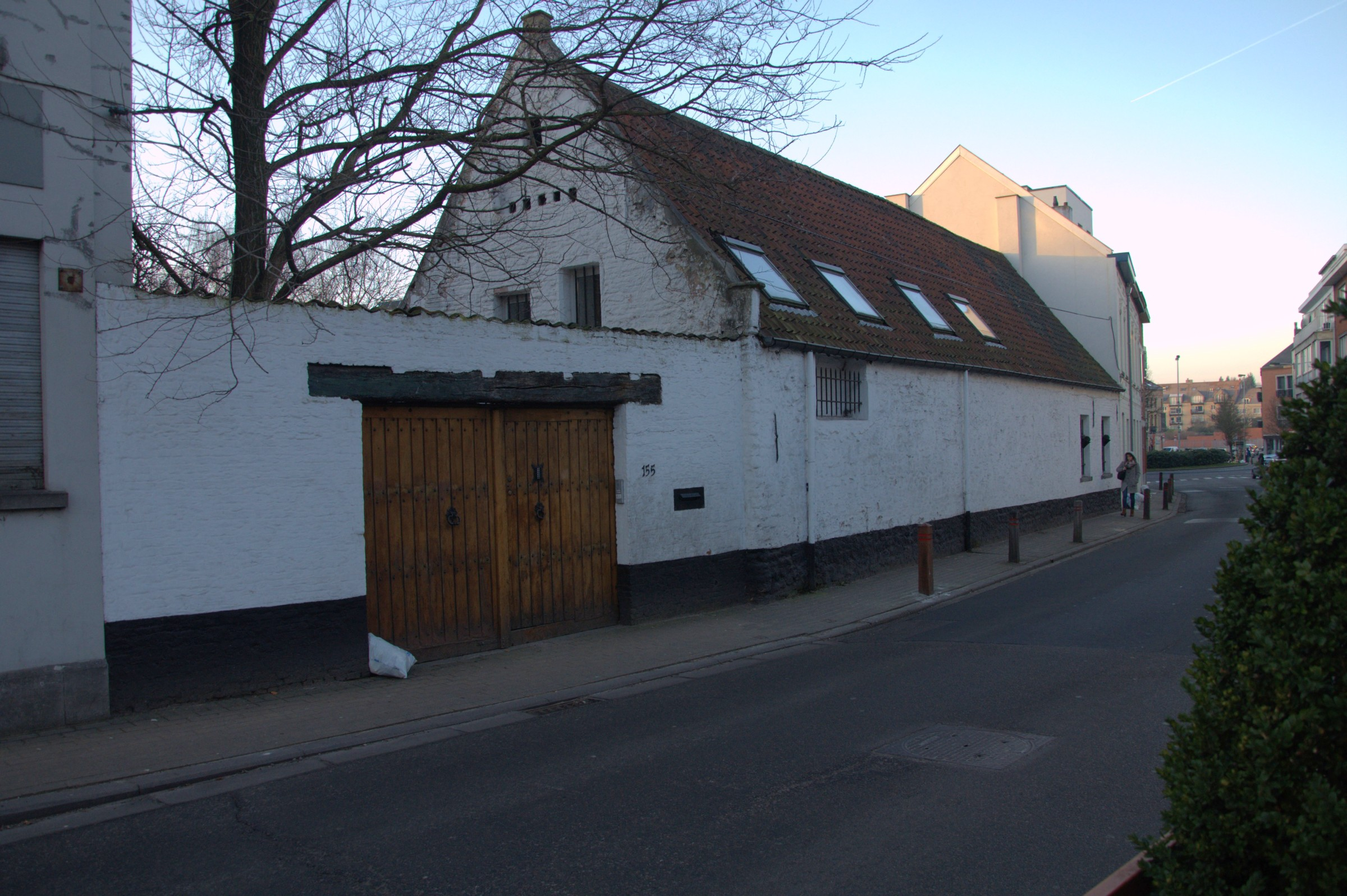
Hof ter Cauwerschueren

Hij was aanvankelijk decoratieschilder van beroep, maar het kunstenaarstalent van Michel Sterckmans werd al snel erkend, in 1913 wordt hij als talentvolle jonge kunstenaar vermeld. In 1911 kocht het echtpaar Sterckmans de hoeve Hof ter Cauwerschueren in de Roodenbeekstraat in Sint-Lambrechts-Woluwe aan, in dezelfde straat waar ook Constant Montald woonde in wat men in Woluwe het "schilderskwartier" noemt. Sterckmans verbouwde deze hoeve, voorheen een actief landbouwbedrijf, tot een kunstenaarswoning en verkocht een deel aan een brouwer. Hij zou er tot 1942 blijven wonen. Deze woning werd later beschermd als monument.
In 1914 nam Sterckmans met drie werken (Intimité, Dame dans un intérieur en Intimité) deel aan de triënnale Exposition générale des Beaux Arts in Brussel.
Tijdens de Eerste Wereldoorlog was Michel Sterckmans reeds algemeen erkend als vooraanstaand kunstenaar. Hij exposeerde in 1915 in de befaamde expositie Belgian Arts and Crafts exhibition in Taunton (Somerset) tussen de grote namen uit de Belgische schilderkunst en in 1917 werd hij opgenomen in het beschermcomité van Koningin Elisabeths "Nationaal Werk voor Oorlogsinvaliden". Dit comité bestond uit een groep van de Belgische elite en een reeks prominente kunstenaars. Hij was er in gezelschap van personen als Henri Anspach, André Lynen, James Thiriar, Maurice Wagemans, Alfred Bastien, Pierre Paulus en Achiel Van Sassenbrouck. Een gekend werk van hem is een postkaart van het vernielde Visé, die verkocht werd ten bate van de oorlogsslachtoffers.
Naar aanleiding van de tentoonstelling in de galerie Petit in Parijs in 1916 verscheen volgende recensie: "Stillevens en bloemen zijn talrijk, zooals ze in de Vlaamsche schilderkunst steeds geweest zijn. De kunstenaar kan er naar wensch de warmste en schitterendste kleuren samenbrengen en er feesten aanrichten voor het oog. Onder de belangwekkendste werken van dien aard dienen die van een jongen schilder vermeld te worden: M. Sterckmans, welke er als bonte en rijke tapijten uitzien."
In 1916 nam hij eveneens deel aan de tentoonstelling Belgische Kunst in het Stedelijk Museum van Amsterdam. In dat jaar kocht de staat twee werken van hem voor het museum van Luxemburg.
Na de oorlog was hij regelmatig te gast op Belgische en Internationale tentoonstellingen. In 1928 nam hij deel aan de 16de biënnale van Venetië.
Sint-Lambrecht-Woluwe was een aantrekkingspool voor een groot aantal kunstenaars: schilder, beeldhouwers, musici en letterkundigen. In 1923 werd de eerste gemeentelijke schilderswedstrijd van Sint-Lambrechts-Woluwe georganiseerd (die tot 1960 zou plaatsvinden), een initiatief van Constant Montald. Naast Michel Sterckmans zaten Victor Gilsoul, Jean Laudy, Edgard Tytgat, Henri-Victor Wolvens, Jean-Roch Collon en de beeldhouwers Oscar Jespers, Joseph-Gérard Van Goolen in de jury. Deze groep leidde in in 1934 tot de oprichting van een informele kring “La Woluwe”, en in 1938 tot de kunstkring vzw “Les Artistes de Woluwe-Saint-Lambert”, onder het voorzitterschap van Constant Montald.
Sterckmans was ook lid van de Cercle Artistique et Littéraire in Brussel.. In 1932 trad hij toe tot L'Académie brabançonne, die zich afzette manifest tegen amateurisme in de beeldende kunst. In februari van dat jaar hadden ze er hun eerste groepstentoonstelling. In 1933 fusieerde deze vereniging met L'Art Libre, onder voorzitterschap van Edgard Tytgat. Ze namen gezamenlijk deel aan het Salon 1933 in Gent L'Art Libre streefde verjonging en meer dynamisme na van het tentoonstellingsbeleid binnen de Cercle Artistique, die onder traditie, sleur en een gebrek aan selectiviteit te lijden had.
In 1937 ontwierp hij een muurschildering voor een rondboog in in de Koninklijke Musea voor Kunst en Geschiedenis in het Jubelpark in Brussel.
Hij was lid van de Vereniging der Beroepskunstenaars van België en maakte na de oorlog deel uit van de Nationale Commissie voor Zuivering in de Kunstberoepen die moest oordelen over aanklachten van collaboratie tegen kunstenaars.
Een werk van hem, Nature Morte uit 1915, wordt bewaard in het Centre Pompidou. Zijn werk moeder en kind behoort tot het gemeentelijk patrimonium van Sint-Lambrechts-Woluwe.
Michel Sterckmans signeerde met "M. Sterckmans".

## Marie Davin Sterckmans
Zijn echtgenote, Marie Davin (°1878), nam onder de naam Marie Sterckmans deel aan verschillende nationale en internationale tentoonstellingen, waaronder de biënnale van Venetië in 1934. Zij was aanwezig op de prominente tentoonstelling voor vrouwelijke kunstenaars in Jeu de Paume in 1937 met haar werk Maternité. In 1906 nam zij deel aan het Salon de Gand. Net als haar echtgenoot nam ze in 1914 deel aan de triënnale Exposition générale des Beaux Arts in Brussel.
Zij schilderde portretten, figuren, bloemen en stillevens. Zij signeerde met "Marie Sterckmans".
Zij was eveneens lid van L'Académie brabançonne en L'Art Libre. De echtgenoten exposeerden verschillende keren samen en waren ook in Frankrijk samen actief in de promotie van de kunst.
Haar werk Vrouw uit de Provence is in bezit van de Vlaamse kunstcollectie, bewaard in het Museum voor Schone Kunsten van Gent, en een ander werk is in bezit van de gemeente Sint-Lambrechts-Woluwe. In het Museum Emile Verhaeren hangt haar portret in pastel van Marthe Verhaeren.